# Stanislava Komarova
Stanislava Stanislavovna Komarova (in russo Станислава Станиславовна Комарова?; Mosca, 12 giugno 1986) è una nuotatrice russa.
Specializzata nel dorso ha vinto una medaglia d'argento alle Olimpiadi di Atene 2004.

## Palmarès
- Giochi olimpici

Atene 2004: argento nei 200m dorso.
- Mondiali

Fukuoka 2001: argento nei 200m dorso.
Barcellona 2003: bronzo nei 200m dorso.
- Europei

Berlino 2002: oro nei 100m dorso e nei 200m dorso.
Madrid 2004: oro nei 200m dorso e argento nei 100m dorso.
- Europei in vasca corta

Riesa 2002: bronzo nei 200m dorso.
Dublino 2003: argento nei 200m dorso.
- Europei giovanili

Linz 2002: oro nei 50m dorso, nei 200m dorso e nella 4x100m misti e argento nei 100m dorso.